# Трафоро-дель-Гран-Сассо
Тунель Гран-Сассо — частина автомагістралі A24, сполучає Рим і Адріатичне море через Л'Аквілу і Терамо, через Апеннінські гори через Гран-Сассо в Абруццо.
Є два тунелі, кожен з двома смугами руху в кожному напрямку, довжиною 10,176 м, у яких також знаходиться Національна лабораторія Гран Сассо. Будівництво розпочато 14 листопада 1968 року. Східний тунель (до Терамо) був відкритий 1 грудня 1984 року, а західний тунель (до Л'Аквіли) відкритий в 1995 році.
Це третій за довжиною автомобільний тунель в Італії після тунелів Фрежюс і Монблан, а також найдовший автомобільний тунель повністю на території Італії. Це найдовший тунель у Європі з двома галереями по дві смуги.
Шосе через гору, на якому зараз мало руху, було перейменовано на Велике шосе Гран-Сассо та національного парку Монті-делла-Лага, щоб підкреслити його статус мальовничого маршруту.
| Автошлях | Це незавершена стаття про транспорт. Ви можете допомогти проєкту, виправивши або дописавши її. |